# Nicolae Kovács
Nicolae Kovács, també conegut com a Miklós Kovács o Nicolae Covaci, (Ekés, 29 de desembre de 1911 - Timişoara, 7 de juliol de 1977) fou un futbolista romano-hongarès de les dècades de 1930 i 1940 i entrenador.
Disputà 37 partits amb la selecció de futbol de Romania, amb la qual participà en tres Mundials, el 1930, 1934 i 1938. També jugà un partit amb la selecció d'Hongria l'any 1941. És un dels quatre futbolistes que participaren en les tres primeres edicions del Campionat del Món, juntament amb Edmond Delfour, Étienne Mattler i Bernard Voorhoof.
Pel que fa a clubs, destacà al Ripensia Timişoara, CA Oradea o Valenciennes FC.
Fou germà del també futbolista i entrenador Ștefan Kovács.